# Ниценко, Леонид Александрович
Леонид Александрович Ниценко (20 января 1944, Свердловск, РСФСР — 20 декабря 2009, Санкт-Петербург, Российская Федерация) — советский и российский актёр театра и кино, режиссёр. Заслуженный артист РСФСР (1980).

## Биография
В 1968 окончил ЛГИТМиК.
В 1968—69 гг. — Ленинградский театр им. Ленинского комсомола,
в 1969—87 гг. — Мурманский областной драматический театр,
в 1988—90 гг. — Ленинградский театр-студия «Петербург».
С 1990 г. — в Театре им. В. Комиссаржевской
Похоронен на Волковском православном кладбище Санкт-Петербурга.

## Творчество

### Роли в театре
За 40 лет сценической деятельности сыграл около 50 разнохарактерных ролей в спектаклях «Смерть Иоанна Грозного», «Царь Борис», «Царь Федор Иоаннович» А.Толстого, «Дни Турбиных», «Чичиков» М.Булгакова, «Игрок» Ф.Достоевского, «Андорра» М.Фриша, «Кин IV» Г.Горина, «Оркестр» Ж.Ануя, «Месяц в деревне» И.Тургенева и др.
В последние годы был занят в спектаклях: «Двенадцать месяцев», «Лето и дым», «Sex сomedy в летнюю ночь», «Шут Балакирев».

### Фильмография
1. 1989 То мужчина, то женщина ::дворянин, приятель Надежды Дуровой и Пушкина
2. 1992 Две дуэли
3. 1994 Глухарь
4. 1999 Чествование :: Лу Дэниэльс
5. 2002 Золушка в сапогах  ::полковник Боровой
6. 2002 У нас все дома
7. 2003 Тайны следствия-3
8. 2004 72 метра :: Адмирал
9. 2004 Пограничное состояние
10. 2004 Улицы разбитых фонарей-6 :: Пётр, сосед потерпевшей
11. 2005 Гадкие лебеди :: эпизод
12. 2005 Гибель Империи :: эпизод [ф.7]
13. 2005 — Принцесса и нищий  :: эпизод
14. 2006 Защита Красина :: генерал
15. 2006 Сонька Золотая ручка :: Хлебников
16. 2007 1612: Хроники Смутного времени :: эпизод
17. 2007 Омут :: прокурор Марков
18. 2008 Менты. Улицы разбитых фонарей — 9 :: генерал
19. 2008 Мы из будущего :: эпизод
20. 2010 Бомж :: Отец Данилова

## Награды и звания
- Заслуженный артист РСФСР (1980).